# Dipara intermedia
Dipara intermedia är en stekelart som beskrevs av Sureshan och T.C. Narendran 2005. Dipara intermedia ingår i släktet Dipara och familjen puppglanssteklar.
Artens utbredningsområde är Sri Lanka. Inga underarter finns listade i Catalogue of Life.